# Nómada: Tras los pasos de Bruce Chatwin
Nómada: Tras los pasos de Bruce Chatwin es un documental británico de 2019 del director alemán Werner Herzog. Narra la vida del escritor de viajes británico Bruce Chatwin e incluye entrevistas con la viuda de Chatwin, Elizabeth Chatwin, y el biógrafo Nicholas Shakespeare, además de detallar la propia amistad y colaboración de Herzog con el hombre.

## Sinopsis
La película se divide en ocho capítulos, en los que Herzog viaja a la Patagonia, las Montañas Negras de Gales y el interior de Australia, donde conoce a los amigos de Chatwin y a otras personas que arrojan luz sobre su vida y su arte.
1. La Piel del Brontosaurio - Herzog visita Punta Arenas, el Monumento Natural Cueva del Milodón y el Seno Última Esperanza en la Patagonia. Conoce a Karin Eberhard, la bisnieta del explorador del siglo XIX Hermann Eberhard, quien descubrió el perezoso gigante que juega un papel importante en el primer libro de Chatwin En la Patagonia, y al paleoantropólogo keniano Richard Leakey .
2. Paisajes del Alma - Visita Avebury y Silbury Hill en Wiltshire cerca de la escuela de Chatwin del Marlborough College. Habla con la viuda de Chatwin, Elizabeth, en Llanthony Priory. Menciona su película Signs of Life de 1968. Conoce a la antropóloga australiana Petronella Vaarzon-Morel y visita a Coober Pedy en el sur de Australia. Menciona que ambos hombres compartían una fascinación por los aborígenes de Australia, y se conocieron por primera vez mientras Herzog estaba filmando Where the Green Ants Dream y Chatwin estaba investigando The Songlines .
3. Canciones y estrofas: viaja a Australia Central, donde conoce a varios australianos, incluidos los ancianos aborígenes. Habla sobre el antropólogo Ted Strehlow y su libro The Songs of Central Australia con Shaun Angeles Penange del Centro de Investigación Strehlow, antes de visitar Hermannsburg en el Territorio del Norte.
4. La alternativa nómada: analiza el libro inacabado de Chatwin The Nomadic Alternative con su biógrafo Nicholas Shakespeare. Habla sobre los cazadores-recolectores de la Patagonia, mostrando fotografías antiguas del pueblo Selk'nam y el arte rupestre en la Cueva de las Manos en Río Pinturas . Habla de su propio documental Herdsmen of the Sun.
5. Viaje al Fin del Mundo - Herzog cruza el Canal Beagle y encuentra una excavación arqueológica en la Isla Navarino, luego visita Puerto Williams. Habla con Elizabeth Chatwin y Nicholas Chatwin sobre Bruce Chatwin como narrador e imitador. Lee del ensayo de Chatwin Werner Herzog en Ghana.
6. La mochila de Chatwin: Herzog habla sobre la mochila de Chatwin y cómo llegó a desempeñar un papel en su vida en su película Scream of Stone, a la que llama un "homenaje a Bruce Chatwin". Menciona que al autor le gustó la película Fitzcarraldo de Herzog y su libro Walking in Ice.
7. Cobra Verde - Habla de la visita de Chatwin al plató de Cobra Verde (basado en su libro El virrey de Ouidah).
8. El libro está cerrado: Herzog habla sobre la sexualidad, el matrimonio, la conversión y la mortalidad de Chatwin.

## Estreno
La película tuvo su estreno mundial en el Festival de Cine de Tribeca el 28 de abril de 2019. Se proyectó en el Sheffield Doc/Fest el 8 de junio de 2019, en el Festival de Cine de Telluride el 30 de agosto. La película es distribuida mundialmente por Sideways Film. La película se mostró en BBC Two en el Reino Unido el 21 de septiembre de 2019.

## Producción
Nomad: Tras los pasos de Bruce Chatwin, fue encargada por Mark Bell de BBC Arts para conmemorar los 30 años desde la muerte del renombrado escritor de viajes y novelista. La producción se filmó en el interior de Australia, la Patagonia y las Montañas Negras de Gales. Herzog dijo que quería crear una "búsqueda errática" en lugar de una "película biográfica" que "no es un buen suelo del que crezcan las películas". La película pretendía reflejar la fascinación de Chatwin por "personajes salvajes, soñadores extraños, grandes ideas sobre la naturaleza de la existencia humana". La música fue compuesta e interpretada por el violonchelista holandés Ernst Reijseger (la quinta película que compuso para Herzog).

## Recepción de la crítica
Tras su estreno en cines norteamericanos, Nomad: In the Footsteps of Bruce Chatwin fue aclamada por la crítica. En Rotten Tomatoes, la película tiene un 90% según 39 reseñas, con una calificación promedio de 7,5/10 . El consenso crítico del sitio dice: "Otro documental gratificantemente idiosincrático de Werner Herzog, Nomad: In the Footsteps of Bruce Chatwin, encuentra al maestro cineasta rindiendo un cálido homenaje a un amigo". Nick Schager, escribiendo en Variety, calificó la película de "conmovedora" y dice que Herzog le da vida a Chatwin vívidamente mientras captura su "atracción por la intersección de la naturaleza, la historia, los sueños y el mito", así como la amistad artística de ambos hombres y la amistad mutua. Schrager también menciona que las tomas de la naturaleza de la película transmiten una profunda sensación de belleza y misterio que se ve realzada por la partitura de Reijseger. La película fue calificada de "muy valiosa" para los fanáticos de Herzog o Chatwin por John Defore en The Hollywood Reporter. El Evening Standard de Londres se preguntó si tanto Bruce Chatwin como Werner Herzog podrían ser poco conocidos para muchas audiencias. David Katz en CineEuropa dice que el oscuro ángulo británico de la película no debería desanimar a los espectadores, quienes encontrarán que Herzog está revitalizado por un tema que está cerca de su corazón (después de una serie de proyectos menos exitosos), y el público llega a aprender sobre el propio Herzog. El periódico i llamó a la película 'hechizante', y eso hizo que uno se alegrara de las almas curiosas como Herzog y Chatwin.